# Hilara barbata
Hilara barbata är en tvåvingeart som beskrevs av Chvala 2008. Hilara barbata ingår i släktet Hilara och familjen dansflugor.
Artens utbredningsområde är Algeriet. Inga underarter finns listade i Catalogue of Life.